# Öfnerspitze
L'   Öfnerspitze   è una montagna alta 2.576 m sopra il livello del mare, sita nelle Alpi dell'Algovia, nella Catena montuosa dell'Hornbach, nello stato federale austriaco del Tirolo, in Austria.

## Origine del nome
L'Öfnerspitze viene menzionato per la prima volta nei registri di caccia del 1627 con il nome di Öffnerspüz. È pure menzionato anche nell'Atlas Tyrolensis del 1774, questa volta come Oefner Spiz. Poiché la montagna era considerata parte dei Krottenspitzen dal versante bavarese, il nome deriva probabilmente dalla valle del Lech. Un'origine possibile è la parola " Ofen ", che in Tirolo, Carinzia e Stiria può anche significare rocce frastagliate e bucherellate. Ciò rifletterebbe bene la morfologia della montagna.

## Geografia
L'Öfnerspitze si trova in una posizione molto centrale nelle Alte Alpi dell'Algovia. Costituisce il punto di aggregazione delle tre grandi catene della dorsale principale centrale, della catena di Hornbach e della dorsale principale settentrionale. Dal punto di vista culturale, la catena dell'Hornbach, prettamente tirolese, si dirama dalla cresta principale dell'Öfnerspitze, che per il resto si trova interamente sul confine tra Germania e Austria. Dal punto di vista geologico, la dorsale principale settentrionale, cosparsa di rocce marnose, si separa qui dalla fascia dolomitica principale dominante con le dieci cime più alte delle Alpi dell'Algovia. Le tre creste principali partono dall'Öfnerspitze:
- verso nordovest in una sella pianeggiante (2.473 m) fino al Krottenspitze (2.551 m) e poi più avanti fino al Kreuzeck (2.376 m),
- verso sud-est attraverso il Marchergang (2.439 m) fino all'Hornbachspitze (2.533 m), seguito dal Große Krottenkopf (2.656 m) come ulteriore diramazione e
- a sud-ovest fino al Muttlerkopf (2.366 m), come collegamento attraverso il Mädelejoch alla cresta principale centrale[1].

## Alpinismo
La prima ascensione dell'Öfnerspitze non è documentabile. La cima dell'Öfnerspitze fu probabilmente scalata durante un'indagine topografica nel 1854. Nello stesso anno, anche l'alpinista Carl Wilhelm von Gümbel scalò la montagna.
Non esiste un sentiero stabilito che porti all'Öfnerspitze. La salita più semplice passa per l'Öfnerkar e porta alla cresta sud-occidentale, essa richiede capacità di arrampicata di I grado, passo sicuro e non soffrire di vertigini.  Un'altra possibile variante di salita, praticata per la prima volta nel 1894 da J. Richter e L. Rieger, è dalla depressione Schaferloch a ovest, con alcune difficoltà che raggiungono il III grado. Il fianco sud (II grado) è stato scalato da Christian Wolff nel 1890, mentre la cresta est (III grado) fu scalata da Josef Enzensperger e dai suoi compagni nel 1893. L'itinerario da Gümbel conduceva dal March (II grado) alla vetta.